# ألعاب القوى في الألعاب الأولمبية الصيفية 2020 – سباق 4 × 400 متر تتابع للسيدات

فيديو رسمي لأهم اللقطات والأحداث

أقيمت منافسات التتابع 4 × 400 متر للسيدات في الألعاب الأولمبية الصيفية 2020 في يومي 5 و7 أغسطس 2021 في ملعب اليابان الوطني. تنافس في الحدث 16 فريق تتابع، مع وجود 5 أعضاء في كل فريق على الأقل، يتم اختيار 4 منهم في كل جولة.

## الملخص
كان هذا هو العام الأول الذي يمكن فيه لفريق تشغيل ثمانية عدائين في نصف النهائي والنهائي. أساسًا، يمكن لفريق عميق تشغيل عدائين جدد في نصف النهائي والنهائي. استفادت الولايات المتحدة، حيث قامت بذلك تمامًا، بتشغيل أصحاب المراكز من الثالث إلى السادس في تجارب الأولمبياد الأمريكية للمسافة 400 متر في جولة نصف النهائي. قامت كايلين ويتني، وواديلين جوناثاس، وكيندال إليس، ولينا إيربي بالتعاون لإنتاج أسرع وقت في جولة نصف النهائي، بأكثر من ثانية أسرع من جامايكا، التي احتفظت أيضًا باثنين من العدائين في الاحتياط. كان فريق بريطانيا العظمى هو الفريق الآخر الوحيد الذي تجرأ على الاحتفاظ باثنين في الاحتياط، مؤهلاً أيضًا بالوقت الرابع الأسرع. كانت الفرق الخمسة الأخيرة، اثنان منها تأهلا بالوقت فقط، في نطاق .09 عن بعضها البعض.
في النهائي، جلبت الولايات المتحدة القوى الكبرى، حيث كان جميعهم فائزين بالميداليات الذهبية الأولمبية الفردية، لكن لم يفز أي منهم بسباق 400 متر أولمبي، فقط أليسون فيليكس كانت قد شاركت فيه من قبل. بدأت سيدني ماكلاكلين، البطلة الأولمبية الجديدة في سباق 400 متر حواجز وحاملة الرقم القياسي العالمي، السباق في عيد ميلادها الثاني والعشرين، وتفوقت على نعومي فان دن بروك البلجيكية في المسافة المتوازية خلال الـ 200 متر الأولى. وعند المنعطف الثاني، بدا أن رونيشا ماغريغور الجامايكية هي الوحيدة التي كانت تلاحق ماكلاكلين. كافحت ماغريغور في الـ 100 متر الأخيرة، حيث تخطتها ناتاليا كاتشارك البولندية التي كانت في حالة جيدة لتبادل المركز الثاني. كانت سرعة ماكلاكلين من البداية 50.21 ثانية. وأليسون فيليكس، الأكثر تزيينًا بالميداليات في تاريخ ألعاب القوى الأولمبية، نقلت الفريق إلى تقدم قدره 5 أمتار عند خط التبديل، بينما كان كل من إيغا بومغارت-فيتان (بولندا) وجانيف راسل (جامايكا) يتنافسان في الجزء الخلفي في مطاردة حامية مع الفريق الكندي في آخر المجموعة الذي كان يبتعد عن الفرق الأخرى. وعند المنعطف، انفصلت بومغارت-فيتان عن راسل وقلصت الفجوة إلى 3 أمتار فقط من فيليكس. ثم بدأت الحقيقة تظهر، حيث لم تقترب بومغارت-فيتان أكثر، حيث بدأت فيليكس في فتح الفجوة في المستقيم الأخير، متفوقة على بطلة 400 متر حواجز في 2016 وسابقة حامل الرقم القياسي العالمي، دليلة محمد، التي كانت تفصل بينها وبين فيليكس 6 أمتار. وكان توقيت فيليكس 49.38 ثانية. خلفهم، انتقل الفريق الكندي من مادلين برايس إلى كيرا كونستانتين لتخطي فريق جامايكا من راسل إلى الفائزة بالميدالية البرونزية في 100 متر شيريكا جاكسون للانتقال إلى المركز الثالث. بدا أن محمد تسارعت أكثر، حيث فتحت الفجوة بمقدار مترين آخرين على ماوغورزاتا هولوب-كوفاليك البولندية في منتصف اللفة، وأضفت مترين آخرين قبل أن تنتقل إلى بطلة 800 متر أثينغ مو. وكان توقيت محمد 48.94 ثانية. وكان جاكسون، الذي كان خلف بولندا بمقدار 5 أمتار، قد تمكّن من التفوق قليلاً على كونستانتين في آخر تبادل. في اللفة الأخيرة، وضعت مو الأمور بشكل جيد، حيث زادت الفجوة مع كل خطوة. وعندما عبرت مو خط النهاية، كانت متفوقة على يوستينا شفينتيه-إرسيتيك البولندية بمقدار 26 مترًا، مسجلة توقيتًا مذهلاً قدره 48.32 ثانية. خلف شيفينتيه-إرسيتيك، تمكنت سيج واتسون من الفريق الكندي من التفوق على كانديس ماكليود من فريق جامايكا، حتى عادت ماكليود في الـ 100 متر الأخيرة لتأخذ البرونزية. كانت هذه هي أولمبيادها الثاني على التوالي التي تقود فيها واتسون فريقها إلى المركز الرابع.
هذا كان السابع للولايات المتحدة على التوالي في الأولمبياد، ووقت 3:16.85 كان الخامس الأسرع في التاريخ. أصبح زمن بولندا 3:20.53 رقمهم الوطني الجديد. بالنسبة لفيليكس، أصبحت ميداليتها الأولمبية الحادية عشرة والأخيرة.

## الخلفية
كانت هذه الظهور الثالث عشر لهذا الحدث، حيث ظهر في كل الألعاب الأولمبية منذ 1972.

## التأهيل
لجنة أولمبية وطنية (NOC) قد تؤهل فريق تتابع مكون من 5 رياضيين بإحدى ثلاث طرق. تأهل ما مجموعه 16 لجنة أولمبية وطنية.
- تأهلت أفضل 8 لجان أولمبية وطنية في بطولة العالم لألعاب القوى 2019 فريق تتابع.
- تأهلت أفضل 8 لجان أولمبية وطنية في تتابعات العالم لألعاب القوى 2021 فريق تتابع.
- حيث وضعت لجنة أولمبية وطنية في أفضل 8 في كل من بطولة العالم 2019 وتتابعات العالم 2021، تم تخصيص مكان الحصة لقائمة التصنيف العالمي اعتبارًا من 29 يونيو 2021. في هذه الحالة، فعلت 4 فرق ذلك، لذا هناك 4 أماكن متاحة من خلال التصنيف العالمي.

كانت فترة التأهل في الأصل من 1 مايو 2019 إلى 29 يونيو 2020. بسبب جائحة فيروس كورونا، تم تعليق الفترة من 6 أبريل 2020 إلى 30 نوفمبر 2020، مع تمديد التاريخ النهائي إلى 29 يونيو 2021. كان من الممكن الحصول على معايير التأهل في عدة لقاءات خلال الفترة المحددة التي تمت الموافقة عليها من قبل الاتحاد الدولي لألعاب القوى. اللقاءات الداخلية والخارجية مؤهلة. قد يتم احتساب أحدث بطولات المناطق في الترتيب، حتى لو لم تكن خلال فترة التأهل.

## صيغة المنافسة
استمر الحدث في استخدام صيغة الجولتين التي تم تقديمها في 2012.

## الأرقام القياسية
قبل هذه المنافسة، كانت الأرقام القياسية العالمية والأولمبية والقارية الموجودة على النحو التالي.
| الرقم القياسي العالمي  | تاتيانا ليدوفسكايا، أولغا نازاروفا، ماريا بينيجينا، أولغا بريزجينا (URS)              | 3:15.17 | سول، كوريا الجنوبية | 1 أكتوبر 1988 |
| الرقم القياسي الأولمبي | تاتيانا ليدوفسكايا، أولغا نازاروفا، ماريا بينيجينا، أولغا بريزجينا (الاتحاد السوفيتي) | 3:15.17 | سول، كوريا الجنوبية | 1 أكتوبر 1988 |

| المنطقة                                          | الوقت بالثواني | المتنافسات                                                           | البلد            |
| ------------------------------------------------ | -------------- | -------------------------------------------------------------------- | ---------------- |
| أفريقيا (سجلات)                                  | 3:21.04        | أولابيسي أفولابي فاطمة يوسف تشاريتي أوبارا فاليلات أوجونكويا         | نيجيريا          |
| آسيا (سجلات)                                     | 3:24.28        | أن شياوهونغ باي شياو يون كاو تشون ينج ما يو تشين                     | الصين            |
| أوروبا (سجلات)                                   | 3:15.17 WR     | تاتيانا ليدوفسكايا أولغا نازاروفا ماريا بينيجينا أولغا بريزجينا      | الاتحاد السوفيتي |
| أمريكا الشمالية، أمريكا الوسطى والكاريبي (سجلات) | 3:15.51        | دينيان هوارد دياني ديكسون فاليري بريسكو هوكس فلورنس غريفيث جوينر     | الولايات المتحدة |
| أوقيانوسيا (سجلات)                               | 3:23.81        | نوفا بيريس-كنيبون تامسين مانوي ميليندا جاينزفورد-تايلور كاثي فريمان  | أستراليا         |
| أمريكا الجنوبية (سجلات)                          | 3:26.68        | جيزا أباريسيدا كوتينيو باربرا دي أوليفيرا جويلما سوزا جايلما دي ليما | البرازيل         |

## الجدول الزمني
جميع الأوقات هي توقيت اليابان (UTC+9)
سباق تتابع 4 × 400 متر للسيدات أُقيم على مدار يومين منفصلين.
| التاريخ              | الوقت | الجولة   |
| -------------------- | ----- | -------- |
| الخميس، 5 أغسطس 2021 | 19:00 | الجولة 1 |
| السبت، 7 أغسطس 2021  | 21:30 | النهائي  |

## النتائج

### التصفيات
قواعد التأهل: أول 3 في كل تصفية (Q) وأسرع 2 التالين (q) يتقدمون إلى النهائي

#### السباق 1
| الترتيب | المسار | الأمة       | المتنافسات                                                                             | رد الفعل | الوقت   | ملاحظات |
| ------- | ------ | ----------- | -------------------------------------------------------------------------------------- | -------- | ------- | ------- |
| 1       | 3      | بولندا      | آنا كيوباسينسكا، إيغا بومغارت-فيتان، ماوغورزاتا هولوب-كوفاليك، يوستينا شفينتيه-إرسيتيك | 0.161    | 3:23.10 | Q، SB   |
| 2       | 8      | كوبا        | زوريان هيشافاريا، روز ماري ألمانزا، سحيلي دياجو، ليسنيدي فيتيا                         | 0.194    | 3:24.04 | Q، SB   |
| 3       | 4      | بلجيكا      | ناعومي فان دين بروك، إيمكه فيرفيت، باولين كوكويت، كاميل لاوس                           | 0.139    | 3:24.08 | Q، NR   |
| 4       | 5      | ألمانيا     | كورينا شواب، كارولينا كرافزيك، لورا مولر، روت سبيلماير                                 | 0.168    | 3:24.77 | SB      |
| 5       | 9      | فرنسا       | سوخنا لاكوست، أماندين بروسييه، بريجيت نتياموه، فلوريا جايي                             | 0.279    | 3:25.07 | SB      |
| 6       | 6      | سويسرا      | ليا سبرونجر، سيلكي ليمانس، راتشيل بيلاود، ياسمين جايجر                                 | 0.153    | 3:25.90 | NR      |
| 7       | 7      | أستراليا    | بنديري أوبويا، كيندرا هوبارد، إيلي بير، أنيليز روبي-رينشو                              | 0.197    | 3:30.61 | SB      |
|         | 2      | جزر البهاما | دونيشا أندرسون، ميجان موس، بريان بيثيل، أنتونيك ستراكان                                | 0.297    | DNF     |         |

#### السباق 2
| الترتيب | الممر | الدولة           | المتنافسات                                                              | ردة الفعل | الزمن   | الملاحظات |
| ------- | ----- | ---------------- | ----------------------------------------------------------------------- | --------- | ------- | --------- |
| 1       | 8     | الولايات المتحدة | كايلين ويتني، واديلين جوناثاس، كيندال إليس، لينا إيربي                  | 0.177     | 3:20.86 | Q، SB     |
| 2       | 9     | جامايكا          | جونيل برومفيلد، رونايشا مكجريجور، جانيف راسل، ستايسي-آن ويليامز         | 0.177     | 3:21.95 | Q، SB     |
| 3       | 3     | بريطانيا العظمى  | إيملي دايموند، زوي كلارك، لافياي نيلسن، نيكول يرجين                     | 0.169     | 3:23.99 | Q، SB     |
| 4       | 7     | هولندا           | ليكا كلافر، ليزان دي ويت، لورا دي ويت، فيمكه بول                        | 0.220     | 3:24.01 | q، NR     |
| 5       | 6     | كندا             | أليشيا براون، سيج واتسون، ماديلين برايس، كيرا كونستانتان                | 0.162     | 3:24.05 | q، SB     |
| 6       | 5     | أوكرانيا         | كاتيرينا كليميك، ألينا لوهفينينكو، فيكتوريا تكاتشوك، آنا ريجيكوفا       | 0.173     | 3:24.50 | SB        |
| 7       | 4     | إيطاليا          | ماريا بنيديكتا تشيجوبولو، أليتشه مانجيوني، بيترا نارديللي، ريبيكا بورغا | 0.150     | 3:27.74 | SB        |
| 8       | 2     | بيلاروس          | ألياكساندرا خيلمانوفيتش، يوليا بليزنيس، إلفيرا هيرمان، أستيريا ليماي    | 0.214     | 3:33.00 |           |

### النهائي
| الترتيب | الممر | الدولة           | المتنافسات                                                                              | ردة الفعل | الزمن   | الملاحظات |
| ------- | ----- | ---------------- | --------------------------------------------------------------------------------------- | --------- | ------- | --------- |
| الأول   | 7     | الولايات المتحدة | سيدني ماكلاوفلين، أليسون فيليكس، دليلة محمد، أثينغ مو                                   | 0.145     | 3:16.85 | SB        |
| الثاني  | 4     | بولندا           | ناتاليا كازماريك، إيغا بومغارت-فيتان، ماوغورزاتا هولوب-كوفاليك، يوستينا شفينتيه-إرسيتيك | 0.183     | 3:20.53 | NR        |
| الثالث  | 5     | جامايكا          | رونيشا مكجريجور، جانيف راسل، شيريكا جاكسون، كانديس مكلويد                               | 0.192     | 3:21.24 | SB        |
| 4       | 3     | كندا             | أليشيا براون، ماديلين برايس، كيرا كونستانتين، سيج واتسون                                | 0.179     | 3:21.84 | SB        |
| 5       | 9     | بريطانيا العظمى  | أما بيبي، جودي وليامز، إيملي دايموند، نيكول يرجين                                       | 0.163     | 3:22.59 | SB        |
| 6       | 2     | هولندا           | ليكا كلافر، ليزان دي ويت، لورا دي ويت، فيمكه بول                                        | 0.207     | 3:23.74 | NR        |
| 7       | 8     | بلجيكا           | نعومي فان دن بروك، إيمكه فيرفيت، باولين كوكويت، كاميل لاوس                              | 0.173     | 3:23.96 | NR        |
| 8       | 6     | كوبا             | زوريان هيشافاريا، روز ماري ألمانزا، ساهايلي دياجو، ليسنيدي فيتيا                        | 0.219     | 3:26.92 |           |